# 陳漢玲
陳漢玲（1987年6月2日—），台灣女性漫畫家、cosplayer，臺北市立和平高級中學畢業、國立臺灣藝術大學工藝設計學系畢業，曾用筆名朝舞。

## 簡歷
陳漢玲2004年以單篇漫畫《人擇》入圍東立出版社第3屆東立少年短篇漫畫賞（在《龍少年》2004年5月號發表）。2006年以單篇漫畫《神來一筆》獲得行政院新聞局劇情漫畫獎佳作獎。2010年以漫畫《戀愛電流啪滋啪滋》入圍第1屆金漫獎最佳少女漫畫類獎。
陳漢玲從小喜愛看動漫作品，從國中時期開始參加同人誌活動與cosplay，自言大暮維人的人物畫風對她有很大的影響，《神來一筆》是少年漫畫，她成為一位少女漫畫家的助手以後才轉畫少女漫畫。
陳漢玲會裝扮成自己漫畫的主角出席簽名會，如第20屆台北國際書展、第1至3屆台北國際動漫節，她都在簽名會中裝扮成《極道甜心》女主角韓娜娜。

## 作品列表
- 《神來一筆之我要畫蘿莉》（朝舞名義），魔豆文化2007年出版。
- 《戀愛電流啪滋啪滋》，全1集，尖端出版2009年出版。
- 《晴天娃娃》，全2集，尖端出版2010年至2011年出版。
- 《心動戀框Heart♥》，全1集，尖端出版2012年出版。
- 《陳漢玲的上色好好玩》，尖端出版2012年出版。
- 《極道甜心》，全8集，尖端出版。
- 《漢玲苑~璀璨軌跡》（畫冊），尖端出版2015年出版。
- 《唯妙唯俏☆COS社》，全4集，尖端出版2016年10月出版。
- 《潘朵拉的禁忌之吻》，全5集，尖端出版。

## 外部連結
- 漢玲苑 （页面存档备份，存于）（陳漢玲的痞客邦部落格）
- 漢玲苑日常 （页面存档备份，存于）（陳漢玲授權架設的Weebly網站）
- 陳漢玲的Facebook專頁
- 陳漢玲的Instagram帳戶
- 陳漢玲的Plurk專頁
- 陳漢玲 YouTube官方頻道